# Matlalcueitl
Pour le volcan, voir La Malinche (volcan).
Matlalcueitl est la déesse de la pluie et des chansons dans la mythologie Tlaxcala. Elle a donné son nom à un volcan plus communément appelé La Malinche.